# مسير (كفر الشيخ)
مِسِير، مدينة مصرية تتبع مركز كفر الشيخ في محافظة كفر الشيخ.

## تاريخ
تحولت قرية مسير إلى مدينة بعد ضم قرية منية مسير إليها، بقرار رئيس الوزراء 772 لسنة 2019، بتاريخ 25 مارس من نفس العام.
عرفت مسير قديماً بـ مسير الكوم، أما منية مسير فقد عُرفت بعض الوقت بـ ميت مِسير، واتخذوا بعد اتحادهما الاسم الحالي.

## السكان
حسب إحصاءات سنة 2006، بلغ إجمالي السكان في مسير 20,527 نسمة، منهم 10224 ذكر و 10303 أنثى. أما منية مسير فقد بلغ عدد سكانها 9086 نسمة، منهم 4578 ذكر و 4508 أنثى. وبذلك يبلغ تعدادها معاً 29,613 نسمة سنة 2006.